# 维默河畔罗滕堡
维默河畔罗滕堡（德語：Rotenburg (Wümme)；1969年之前名为汉诺威地区罗滕堡 (Rotenburg in Hannover)），简称罗滕堡（德語：Rotenburg，發音：[ˈʁoːtn̩bʊʁk] ⓘ），是德国下萨克森州维默河畔罗滕堡县的城市，也是维默河畔罗滕堡县的县治，面积99.06平方千米，2023年12月31日人口为22,789人。

## 友好城市
- 比利时 阿尔特
- 波蘭 切爾維延斯克
- 英国 法尔茅斯
- 德国 富尔达河畔罗滕堡
- 瑞士 羅滕堡
- 德国 陶伯河上游罗滕堡
- 德国 上劳西茨地区罗滕堡
- 德国 罗滕堡